# حزمة مستويات
يشير المصطلح حزمة من المستويات (Sheaf of planes) في الهندسة الوصفية إلى مجموعة مكونة من عدد لانهائي من المستويات التي تشترك بالخط نفسه. الذي عندما يكون نهائي تكون الحزمة نهائية، وتكون لانهائية عندما يكون الخط المشترك لانهائي. أي تكون مستويات متوازية لبعضها البعض.

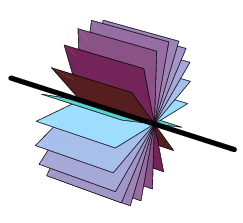
حزمة من المستويات التي تشترك بخط نهائي

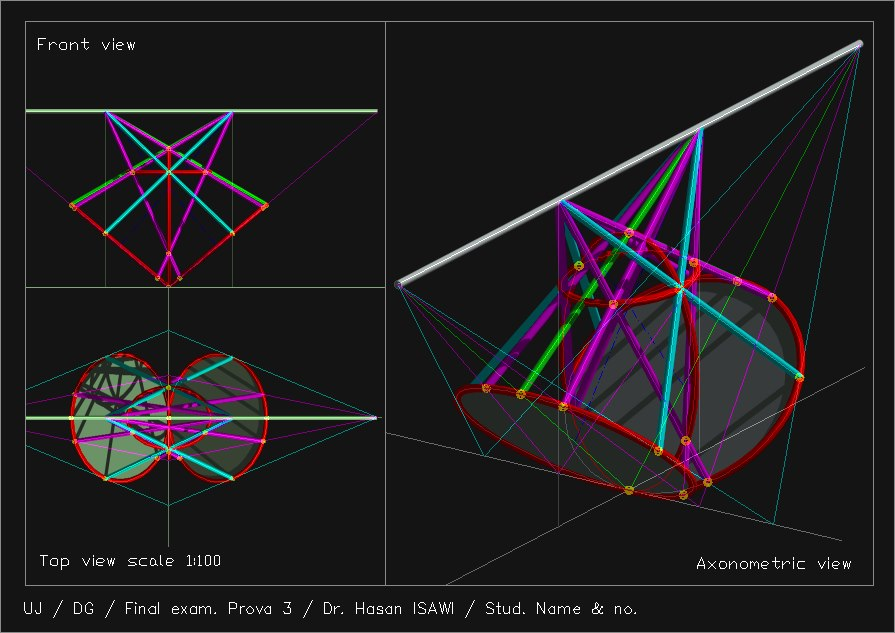
حالة تقاطع بين اثنين من المخاريط الدائرية